# Amefurikozō
amefurikozō (雨降り小僧 niño de la lluvia?) es un espíritu meteorológico ilustrado por Toriyama Sekien en su Konjaku Gazu Zoku Hyakki. 

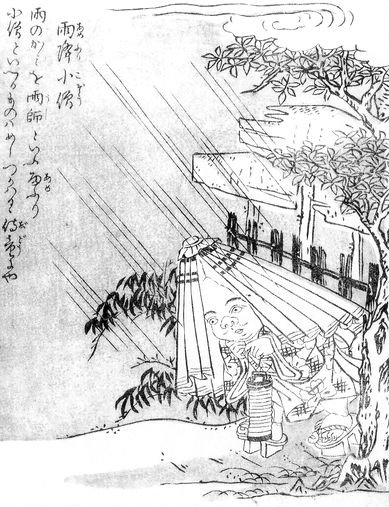
Ilustración de Amefurikozō por Toriyama Sekien.

Aparece como un niño extraño que lleva una linterna de papel y con un sombrero hecho con la tela de un viejo paraguas. Según Sekien, está en el servicio de U-shi, un dios chino de precipitación, y así tiene el poder de hacer que llueva.
También aparece en una historia corta manga del mismo nombre por el artista cómico Osamu Tezuka. también aparece como personaje extra en el anime de Rosario + Vampire
- Datos: Q2565575